# Hemiceras refuga
Hemiceras refuga är en fjärilsart som beskrevs av Paul Dognin 1910. Hemiceras refuga ingår i släktet Hemiceras och familjen tandspinnare. Inga underarter finns listade i Catalogue of Life.